# Uszajhib asz-Szamali
Uszajhib asz-Szamali (arab. اشهيب الشمالي) – miejscowość w Syrii, w muhafazie As-Suwajda. W 2004 roku liczyła 1262 mieszkańców.